# Draaideurpolitiek

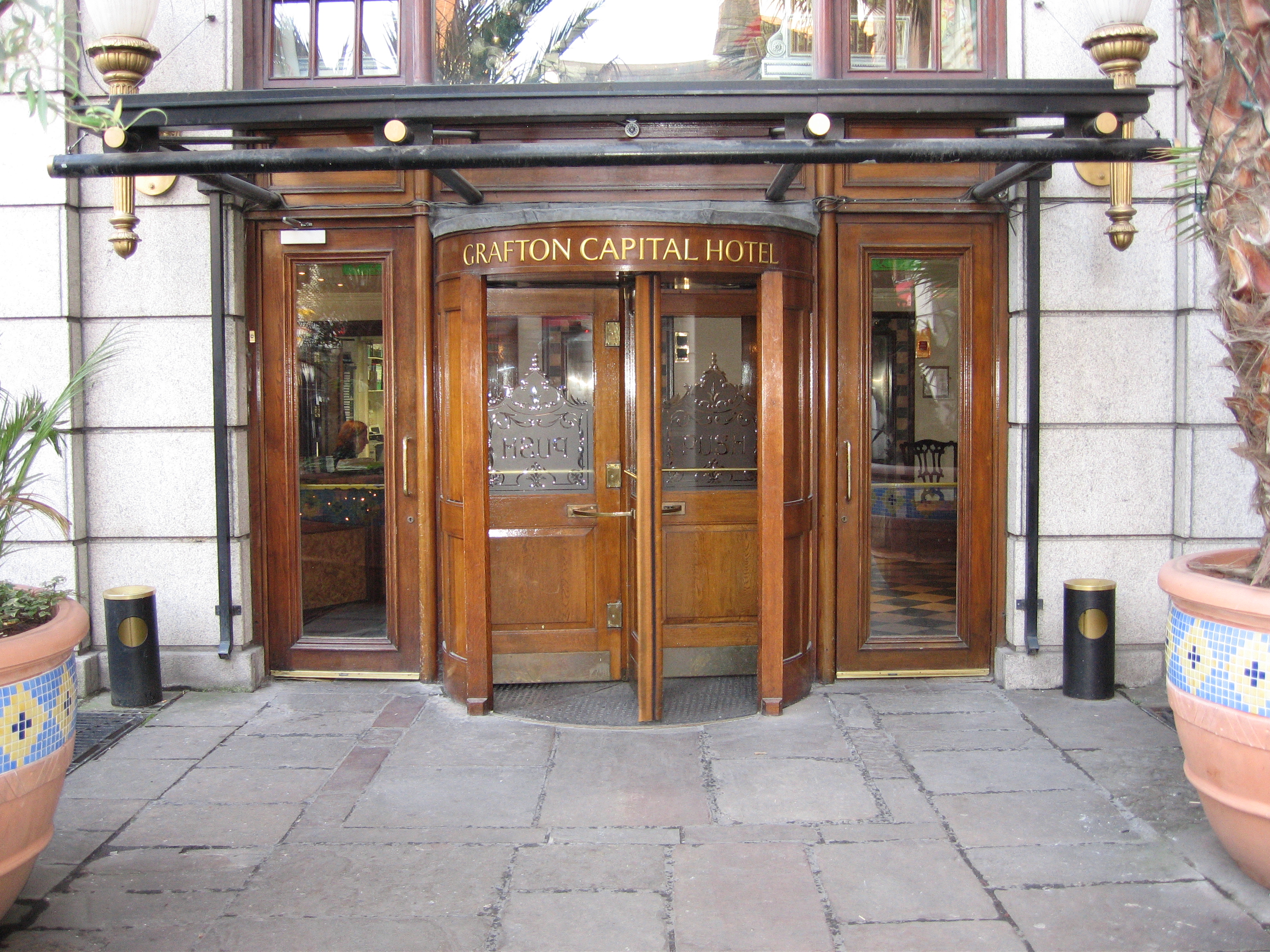
Draaideur

Met de term draaideurpolitiek of draaideur wordt het fenomeen bedoeld waarbij ambtenaren of politici die bevoegd zijn voor regelgeving of toezicht over een bepaalde sector van de economie of maatschappij, overstappen naar een betaalde functie in een privébedrijf dat werkzaam is in precies (of nagenoeg) diezelfde economische of maatschappelijke sector. Ook het omgekeerde fenomeen bestaat. Meestal wordt de functiewissel na elkaar uitgevoerd, maar soms ook gelijktijdig. Bij een overstap naar een privébedrijf gaat het meestal om een lobbyfunctie.
Een dergelijke “draaideur” levert voordelen op voor beide partijen: personen met toegang tot overheidsinstellingen leveren waardevolle contacten op voor bedrijven. Omgekeerd kan de overheid er wel bij varen om mensen met bedrijfservaring in te schakelen bij de regelgeving.
Toch kan door een te snelle wissel gemakkelijk belangenvermenging ontstaan. Hierover is zowel in Nederland, in België, als op Europees niveau reeds eerder controverse ontstaan. 
Vooral op internationaal vlak houden meerdere NGO's zoals Transparency International, Center for Responsive Politics, Corporate Europe Observatory of Corporate Watch deze “draaideuren” in de gaten.

## Trivia
Een treffende metafoor voor dit fenomeen van de functiewissel is de draaideur die vaak toegang verschaft tot grote gebouwen.